# اسواتینی
اِسواتینی (رسماً: پادشاهی اسواتینی - به سوازی: Umbuso weSwatini) که پیشتر با نام سوازیلند خوانده می‌شد، یک کشور محصور در خشکی میان آفریقای جنوبی و موزامبیک است. این کشور از شمال، جنوب و غرب با آفریقای جنوبی و با موزامبیک تنها از سوی شرق مرز مشترک دارد. پایتخت سلطنتی و قانونی آن لوبامبا و پایتخت اداری آن شهر مبابانه است.

## تاریخ
نژاد بانتو در قرن ۱۶ میلادی به سمت جنوب غرب حرکت کرده و به ناحیهٔ موزامبیک فعلی مهاجرت نمودند، تعدادی از خاندان بانتو از هم نژادان خود جدا شده و در قرن ۱۸ میلادی در اسواتینی اقامت گزیدند. در قرن ۱۹ میلادی، خاندان بانتو برای دفاع در مقابل عناصر خارجی به صورت یک قبیله سازماندهی شدند، مهم‌ترین دشمن آن‌ها طایفهٔ زولو نام داشت که گهگاهی با یکدیگر درگیری‌هایی داشتند. در آن زمان امساوزی که رهبری قبیلهٔ بانتو را بر عهده داشت در سال ۱۸۴۰میلادی برای مقابله با زولوها از بریتانیا کمک خواست. در سال ۱۸۸۱ بریتانیا استقلال اسواتینی را تضمین کرد. اسواتینی در بین سال‌های ۱۸۹۴ تا ۱۸۹۹ به صورت تحت‌الحمایهٔ آفریقای جنوبی درآمد، پس از جنگ بوئر در سال ۱۹۰۲، اسواتینی تحت حکومت بریتانیا اداره شد، عاقبت در ۶ سپتامبر ۱۹۶۸، اسواتینی از بریتانیا اعلام استقلال کرد.
مزواتی سوم، پادشاه اسواتینی، در ۱۸ آوریل ۲۰۱۸ در مراسم پنجاهمین سالگرد استقلال کشورش اعلام کرد نام کشورش را از «پادشاهی سوازیلند» به «پادشاهی اسواتینی» تغییر داده‌است. او یکی از معدود پادشاهان جهان است که قدرت چنین تغییری را یک تنه دارد.

## جغرافیا

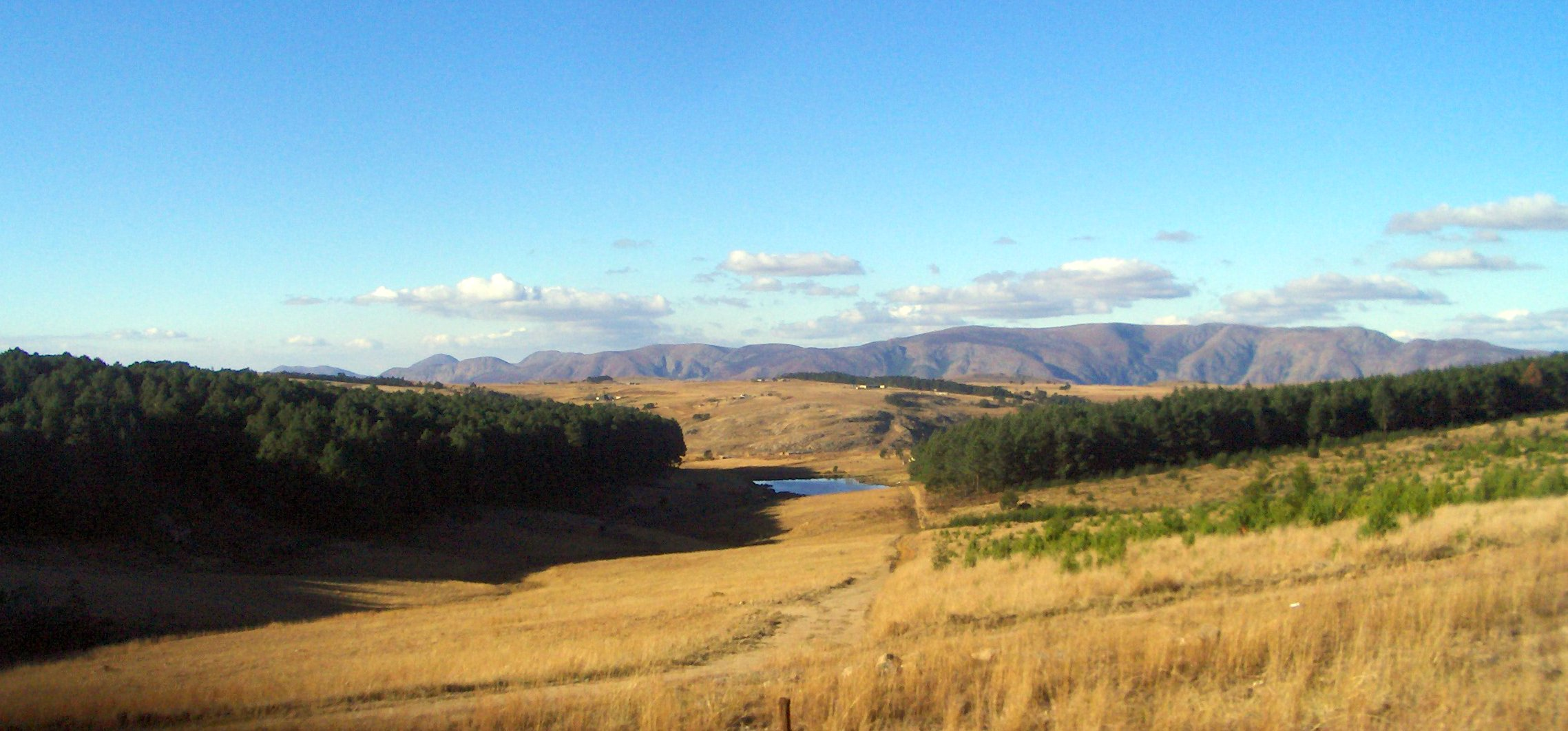
چشم‌اندازی از اسواتینی.

پادشاهی اسواتینی کشوری است واقع در قارهٔ آفریقا که با آفریقای جنوبی (۴۳۸ کیلومتر) و با موزامبیک (۱۰۸ کیلومتر) مرز مشترک دارد.
پایتخت اسواتینی، شهر امبابان با ۹۵٬۰۰۰ نفر جمعیت می‌باشد.

مساحت اسواتینی ۱۷٬۳۶۴ کیلومتر مربع و جمعیت آن ۱٬۱۴۱٬۰۰۰ نفر است.

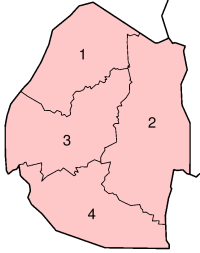
تقسیمات کشوری اسواتینی

از مهم‌ترین شهرهای اسواتینی می‌توان به مانزینی ۷۳۰۰۰ نفر، بیگ بند ۹۰۰۰ نفر، ملومه ۱۰۰۰ نفر، مالکرنز ۶ هزار نفر و لوبامبا ۵۸۰۰ نفر اشاره کرد.

### تقسیمات کشوری
کشور اسواتینی مشتمل بر ۴ ناحیه می‌باشد:
1. هوهو Hhohho
2. لوبومبا Lubombo
3. مانزینی Manzini
4. شیلونی Shiselweni

## سیاست

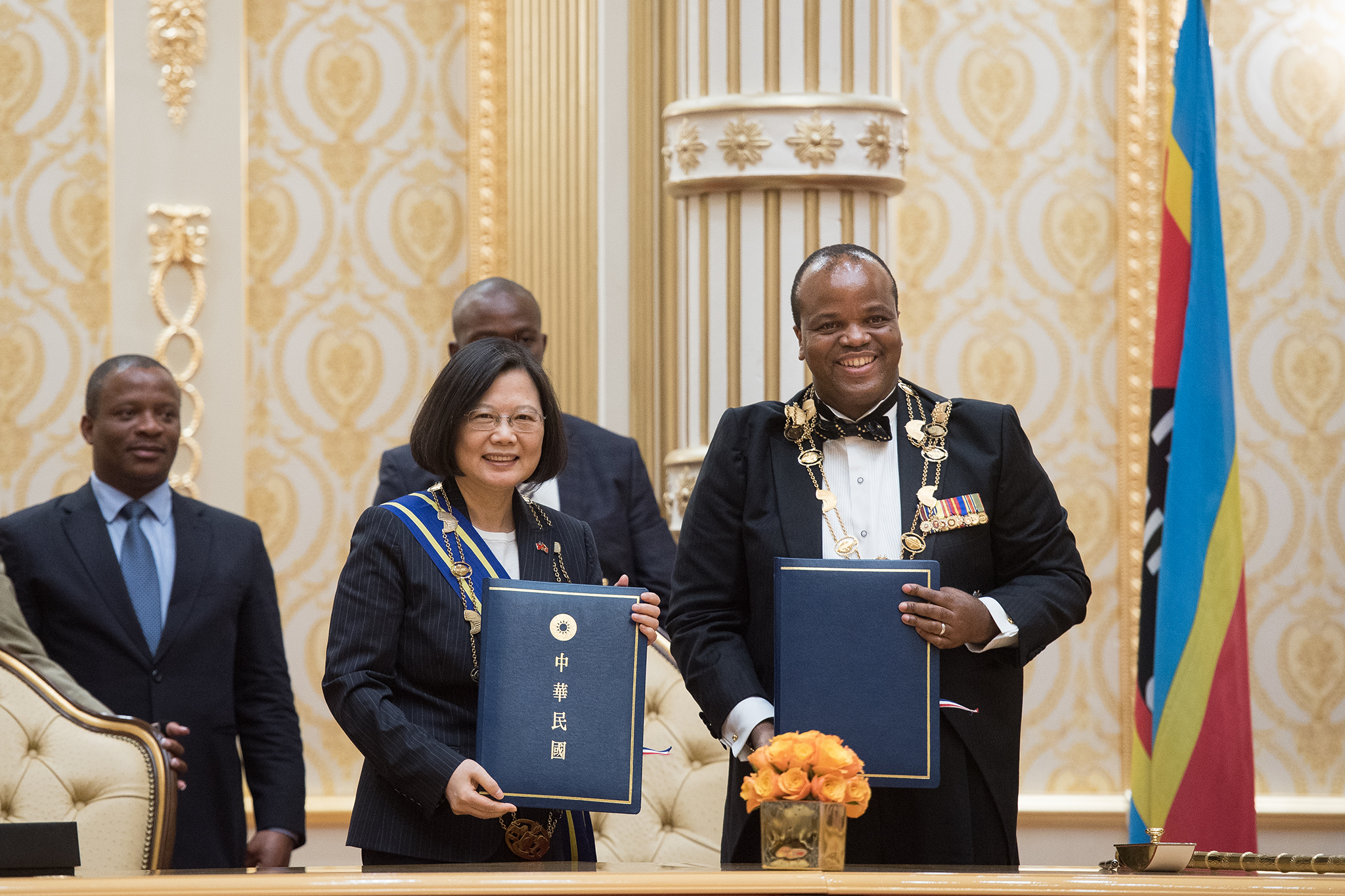
مسواتی سوم پادشاه اسواتینی و تسای اینگ رئیس جمهور تایوان

تا سال ۱۹۸۶ پادشاه سبهوزای دوم بر اسواتینی حکومت می‌کرد، پس از او پسرش مسواتی سوم در ۲۵ آوریل ۱۹۸۶ جایگزین پدر شد.
مسواتی سوم فعالیت احزاب سیاسی را ممنوع اعلام کرد، او ۱۰ نماینده از ۶۵ نمایندهٔ پارلمان را انتخاب می‌کرد، همچنین انتصاب نخست‌وزیر نیز وظیفهٔ او بود. مسواتی هرگونه قوانینی را که کوچک‌ترین اختیاری را از او سلب می‌نمود، وتو می‌کرد، او در اسواتینی یک نظام دیکتاتوری مطلق بنا نهاد.
در سال ۲۰۰۲ صدها هزار اسواتینیی در معرض قحطی شدید قرار گرفتند. دو سال خشکسالی، بی‌برنامگی دولت برای کمک به مردم، همچنین کشاورزی فقیر اسواتینی به شدت بحران، هرچه بیشتر می‌افزود.
در همین حال پادشاه اسواتینی دستور خرید یک جت شخصی لوکس را برای خود صادر کرد، این جت به قیمت ۵۰ میلیون دلار، در آن زمان یک چهارم بودجهٔ کشور بود. با تلاش چند قاضی برای این قضیه پرونده‌ای تشکیل شد تا در محاکم قضایی به آن رسیدگی شود که چرا پادشاه در حالی که مردم در فقر و فلاکت و گرسنگی زندگی می‌کنند، در فکر خرید جت شخصی است، پس از رد حکم دادگاه توسط پادشاه، مبنی بر عدم اجازه برای خرید جت، تمامی قضات کشور از سمت خود استعفا کردند.
در آوریل ۲۰۰۳ وزیر اطلاعات اسواتینی به تمام رسانه‌ها دربارهٔ هرگونه اظهار نظر منفی دربارهٔ دولت هشدار داد، او تأکید کرد دولت هیچ گونه دیدگاه منفی را در مورد جت جدید پادشاه تحمل نخواهد کرد. در سال ۲۰۰۴، سومین سال خشکسالی، اسواتینی را در معرض یک فاجعهٔ انسانی قرار داد. پادشاه خوشگذران و عشرت طلب، بی‌تفاوت به فرورفتن مردم کشورش در باتلاق گرسنگی و بیچارگی در سال ۲۰۰۴ مبلغ ۲۰ میلیون دلار را برای ساخت کاخ برای ۱۱ همسرش اختصاص داد، این واقعه با محکومیت بین‌المللی نهادهای خیریه و سازمان‌های حقوق بشری همراه بود. پادشاه اسواتینی در اوت ۲۰۰۵ اولین قانون اساسی کشور را امضا کرد که به موجب آن: فعالیت کلیهٔ احزاب مخالف، ممنوع است و پادشاه، حائز قدرت مطلقهٔ کشور است. از ۱۴ نوامبر ۲۰۰۳، آبسولوم تمبا دلامینی به عنوان نخست‌وزیر اسواتینی منصوب شد.
فعالان حقوق بشری بارها رهبران این کشور را متهم کرده‌اند که احزاب سیاسی را محدود می‌کنند و علیه زنان رفتار تبعیض‌آمیز دارند. این کشور بالاترین نرخ ابتلا به بیماری ایدز را دارد. امید به زندگی برای مردان در این کشور ۵۴ سال است و برای زنان ۶۰ سال.
اسواتینی تنها کشور آفریقایی است که پادشاهی مطلق دارد. پادشاه کنونی، پسر سوبهوزای دوم است، مردی که بیش از ۸۲ سال سلطنت کرد و ۱۲۵ زن داشت. مزواتی سوم در ۳۲ سال سلطنتش ۱۵ همسر برگزیده است. مزواتی سوم به «شیر» شهرت دارد. هم به دلیل همسران زیادی که اختیار می‌کند و علاقه‌ای که به لباس‌های سنتی دارد.
این کشور با کشور چین رابطه‌ای ندارد و تایوان (جمهوری چین) را به عنوان حکومت برحق همهٔ جزیرهٔ تایوان و سرزمین چین می‌شناسد.

## اقتصاد

نمودار میزان رشد تولید ناخالص داخلی اسواتینی

واحد پول اسواتینی نیز، لیلانگنی سوازی با واحد جزء (سنت) نام دارد. از مهم‌ترین صادرات اسواتینی نیز می‌توان به شکر، چوب، پنبه و مرکبات اشاره کرد. اسواتینی از اعضای اتحادیه کشورهای مشترک‌المنافع و اتحادیهٔ آفریقا است.

## مردم

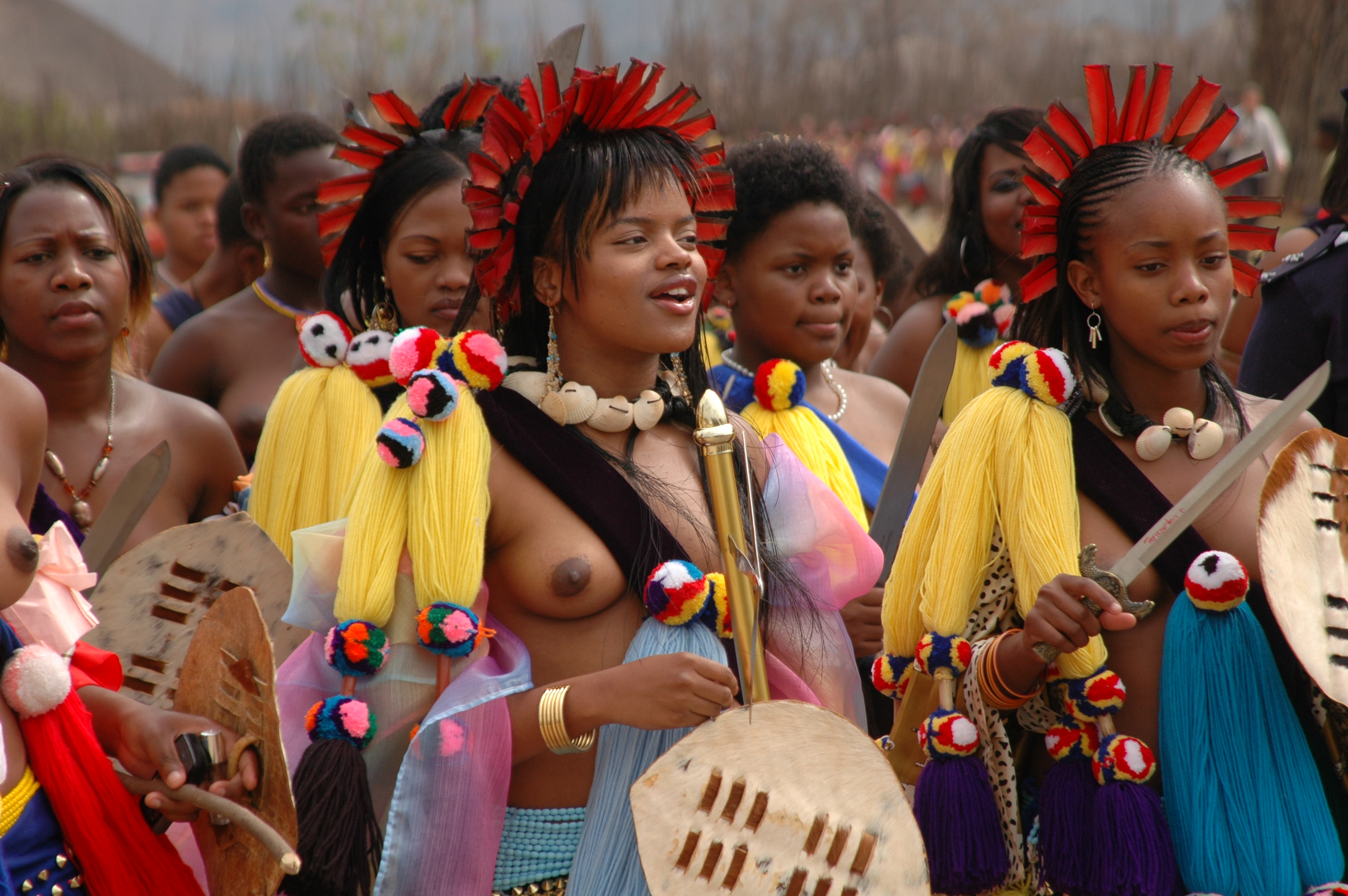
شاهزاده سیخانیئیسو (شاهزاده اسواتینی) در حال رقص در آیین اوملانگا

بیشتر مردم کشور از قوم سوازی هستند که با اقلیت کوچکی از زولوها و آفریقایی‌های سفیدپوست که عمدتاً با بریتانیایی ها یا آفریکانرها (بوئر) ترکیب شده‌اند.
۸۳ درصد مردم اسواتینی پیرو دین مسیحی هستند. ۱۵ درصد مردم پیرو آئین‌های سنتی و قبیله‌ای، ۱ درصد مسلمان، نیم درصد بهایی و ۰٫۲ درصد هندو هستند.
زبان‌های انگلیسی و سوازی زبان‌های رسمی این کشور هستند. سوازی از خانواده زبان‌های بانتو است و در آفریقای جنوبی هم یکی از زبان‌های رسمی است.
این زبان در مدارس نیز آموخته می‌شود اما زبان ارتباطات در مدارس، تجارت و رسانه‌ها انگلیسی است. حدود ۷۶ هزار نفر به زبان زولو و ۱۹ هزار نفر نیز به زبان تسونگا صحبت می‌کنند. آفریکانس نیز در بین برخی از افراد با تبار بوئر صحبت می‌شود.
اسواتینی بالاترین شیوع ایدز را در دنیا دارد. بر اساس برآورد سال ۲۰۱۲ سیا ورلد فکت‌بوک ۲۵٫۸٪ از مردم بالغ به ویروس اچ‌آی‌وی مبتلا هستند (در گزارش‌های دیگر رقم‌های بالاتری ذکر شده) و همین باعث شده تا امید به زندگی در اسواتینی ۵۰ سال باشد که یکی از کمترین‌ها در دنیاست. بر اساس آمار سال ۲۰۰۲ سازمان بهداشت جهانی ۶۴ درصد کل مرگ‌ها در کشور به دلیل ایدز بوده‌است.